# Искагари
Искагари (узб. Iskogare / Искогаре) — посёлок городского типа, расположенный на территории Шафирканского района Бухарской области Республики Узбекистан.

Статус посёлка городского типа с 2009 года.